# Хансекер, Танни
Танни Морган Хансакер (англ. Tunney Morgan Hunsaker; 1 сентября 1930, Принстон, округ Колдуэлл, Кентукки, США — 27 апреля 2005, Фейетвилл, округ Фейетт, Западная Виргиния, США) — американский профессиональный боксёр, вошедший в историю как первый профессиональный соперник Кассиуса Клея, позже известного как Мухаммед Али. Вне боксёрской карьеры Хансакер много лет служил начальником полиции Фейетвилля (Западная Вирджиния).

## Биография
Танни Хансакер родился в городе Принстон на западе американского штата Кентукки, в округе Колдуэлл. Родители назвали сына в честь боксёра Джина Танни, чемпиона мира в супертяжёлом весе в 1920-х годах. В юности служил в ВВС США, на базе ВВС Лэкленд в округе Бэр (штат Техас).
В 1955 году Хансакер переехал в Фейетвилл и в 27 лет, ещё будучи боксёром, стал самым молодым в истории Западной Виргинии начальником полиции, проработав на посту начальника полиции Фейетвилля 38 лет. Позже он был занесён в Зал славы правоохранительных органов.
Помимо работы в полиции Хансакер много лет активно работал в Церкви Назарянина, преподавая в воскресной школе для мальчиков пятого и шестого классов. Его трижды признавали учителем года воскресной школы. На момент своей смерти в 2005 году он был женат на своей жене Патриции более тридцати лет.

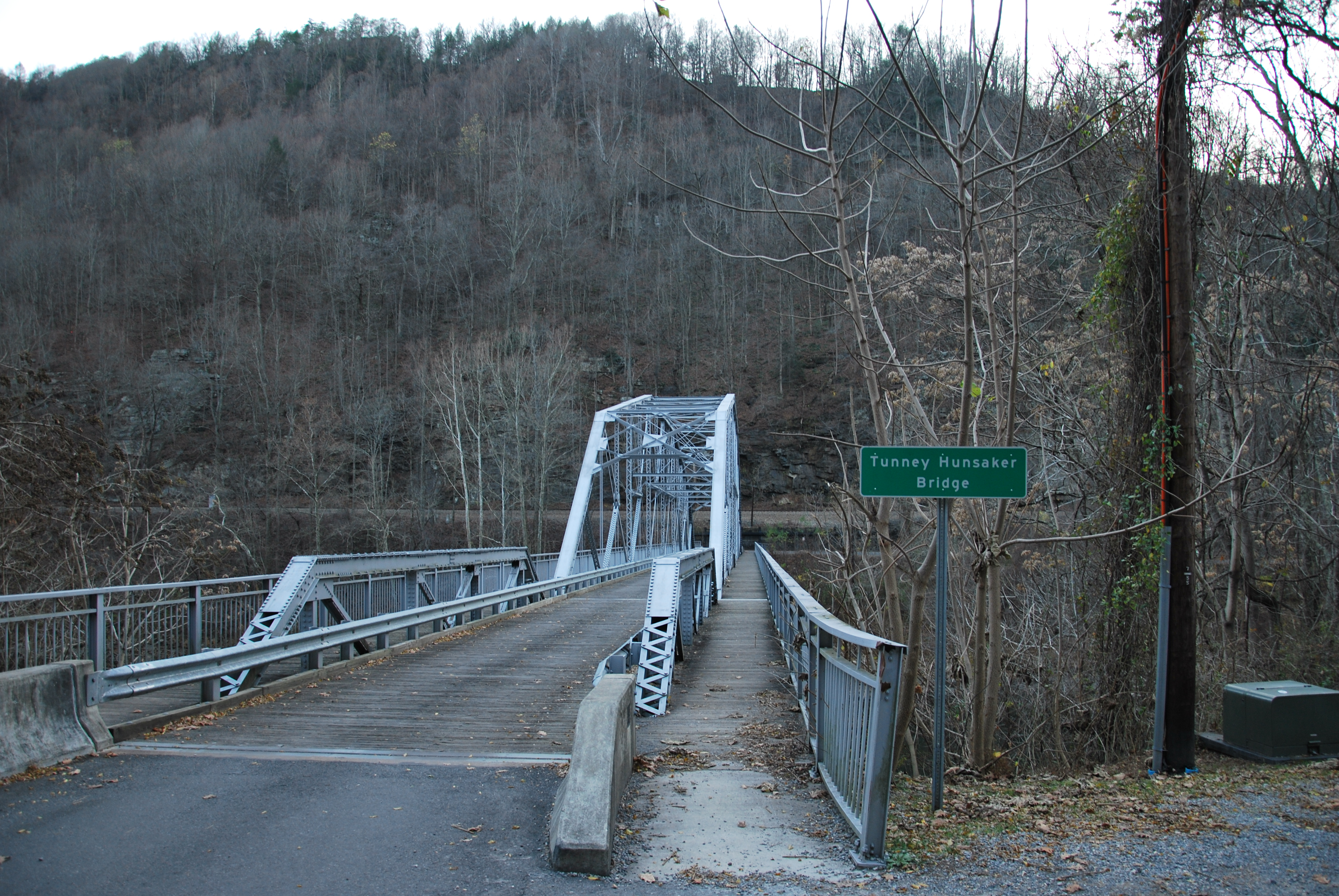
Мост Танни Хансекера

В штате Западная Вирджиния в его честь был назван мост через реку Нью-Ривер в нижней части одноимённого ущелья, по которому проходит окружное шоссе 82.
Хансакер всю оставшуюся жизнь страдал от физических последствий травмы, полученной им в последнем бою. Он умер в возрасте 74 лет 27 апреля 2005 года от болезни Альцгеймера в учреждении длительного ухода в Фейетвилле и был похоронен на кладбище Мемориального парка Хьюза в Фейетвилле.

## Карьера в боксе
Во время военной службы Хансакер занимался боксом и в 1951 году стал чемпионом «Золотых перчаток».
В 1952 году начал карьеру профессионального боксёра и завершил её через 10 лет, в 1962 году после того как был нокаутирован Джо «Дробовиком» Шелдоном. У Хансакера произошло кровоизлияние в мозг он был в коме девять дней и потребовались две операции на мозге. От физических последствий травмы он страдал всю оставшуюся жизнь.
Самым известным боем Хансакер был его поединок 29 октября 1960 года в Луисвилле (Кентукки) против олимпийского чемпиона Кассиуса Клея, позже известного как Мухаммед Али, для которого этот бой стал первым в его профессиональной карьере. Перед боем Кассиус назвал Танни «бездельником» и сказал, что «с лёгкостью задаст ему трёпку». Клей готовился к этому поединку, пробегая по две мили каждое утро и спаррингуя со своим братом Рудольфом. Эти тренировки помогли ему одержать уверенную победу единогласным решением судей, но он так и не смог досрочно закончить 6-раундовый поединок. Позже молодой Клэй признался, что нервничал перед боем и что профессиональный стиль Хансакера доставил ему неприятности. Впоследствии Али вспоминал, что Хансакер нанёс ему один из самых сильных ударов по корпусу, которые он когда-либо получал в своей карьере. Танни после боя сказал, что «Клэй был быстр, как молния… Я испробовал все известные мне трюки, чтобы вывести его из равновесия, но он был слишком хорош». Также Хансакер сказала, что Клей станет чемпионом мира и что для него было честью биться с ним на ринге. Оба боксёра поддерживали связь с друг другом на протяжении многих лет. Хансакер не одобрил решение Али отказаться от прохождения военной службы, но хвалил его как великого гуманиста и спортсмена.
Помимо Али, Хансакер дрался с такими известными боксерами, как Эрни Террелл (1959), Том Макнили (1960) и Алехандро Лаворанте (1961). На ринге Танни выступал в тяжёлом весе. По его собственным словам, он дрался как боксёр-панчер. Хансакер однажды появился в андеркарде «Мэдисон-Сквер-Гарден». За свою карьеру на профессиональном ринге Хансакер провёл 35 боёв, из которых 19 выиграл, в том числе 10 раз нокаутом, при 15 проиграл и 1 поединок завершил ничьёй.